# Thy Neighbor's Wife
Thy Neighbor's Wife é um filme de drama estadunidense escrito, produzido e dirigido por Hugo Haas e estrelado por Cleo Moore, Hugo Haas, Ken Carlton, Kathleen Hughes, Anthony Jochim e Tom Fadden. Foi lançado em 11 de setembro de 1953 pela 20th Century Fox. O filme é baseado no romance O Juiz Camponês de Oskar Jellinek.

## Elenco
- Cleo Moore ...Lita Vojnar
- Hugo Haas ...Town Judge Raphael Vojnar
- Ken Carlton ...Quirin Michael
- Kathleen Hughes ...Anushka
- Anthony Jochim ...Sima
- Tom Fadden ...Honza Kratky